# ピアノ協奏曲第1番 (リスト)
ピアノ協奏曲第1番変ホ長調 S.124/R.455（独語:Klavierkonzert Nr. 1 in Es-Dur 英語:Piano Concerto No. 1 in E-flat major）は、フランツ・リストが1830年代から1856年にかけて作曲したピアノ協奏曲。

## 概要
リストは本作の協奏曲を作曲する以前の1821年頃（ないしは1825年頃）に2曲のピアノ協奏曲（S.713）を作曲しているが、この2曲は現在楽譜が紛失しているため、本作が最初に完成させたピアノ協奏曲ということになる。
本作の着想は1830年代頃に書かれたスケッチ帳に、第1楽章の冒頭主題と終楽章の行進曲調の主題が書かれていることから、この頃からすでに着手していたと考えられている。1835年に初稿が完成され、この初稿は全3楽章から構成されるものであった。その後リストはこの初稿を単一楽章の形式に改訂を行い、1839年に初稿の改訂版をひとまず完成させているが、ピアニストとしての活動もあったため、中断を余儀なくした。再開したのは7年後の1846年で、ヴァイマル近郊のアルテンブルクの別荘で本格的に着手し、1849年7月に最終稿を完成させた。しかし完成後すぐには発表せず、1853年に再び改訂し、初演後の1856年にはさらなる推敲が加えられている。
初演は1855年2月17日、ヴァイマルの宮廷で行われた演奏会にて、エクトル・ベルリオーズの指揮と作曲者自身のピアノによって行われた。

## 作品の評価
- バルトーク・ベーラは本作について「循環形式によるソナタ形式を初めて完全に実現させた作品であり、共通の主題が変奏の原理によって扱われている」と述べた。
- 本作はトライアングルが第3楽章を中心に用いられているが、当時の楽器編成にトライアングルを用いることは非常に珍しいものであった。また上記のように当時としては革新的な構成のためにエドゥアルト・ハンスリックから批評の対象にされ、彼から「トライアングル協奏曲」と揶揄された。

## 出版・献呈
- 出版:初演後の1856年に変更を加えた後の1857年にハスリンガー社より。
- 献呈:イギリス出身のピアニストで作曲家のアンリ・リトルフに献呈。彼は本作同様にスケルツォを含む『交響的協奏曲』を5曲残している（4曲が現存する）。

## 構成
全体は4つの楽章から構成され、全曲を通じて連続して演奏される。演奏時間は約17分ないし18分。
第1楽章 アレグロ・マエストーソ（Allegro maestoso）
変ホ長調、4分の4拍子。自由なソナタ形式による。オーケストラの全合奏による力強い第1主題が呈示され、直後にピアノによるカデンツァ風の楽句が奏される。このカデンツァ風の楽句は「グランディオーソ（堂々と）」と指示されている。
第2楽章 クワジ・アダージョ（Quasi adagio）
ロ長調、8分の12拍子（または4分の4拍子）。自由な形式による緩徐楽章。この楽章は2部からなり、1部は弱音器を付けた弦楽器で始まり、2部はピアノによるトリルとアルベッジョによるカデンツァで始まる。
第3楽章 アレグレット・ヴィヴァーチェ - アレグロ・アニマート（Allegretto vivace - Allegro animato）
変ホ長調、4分の3拍子。自由な形式によるが、スケルツォに相当する楽章で、リトルフの『交響的協奏曲』に影響を受けてスケルツォを導入したとされる。この楽章でトライアングルが初めて登場する。
第4楽章 アレグロ・マルツィアーレ・アニマート（Allegro marziale animato）
変ホ長調、4分の4拍子。自由な形式による。木管を主体とする華やかな行進曲風の楽想を奏し、既存の動機を取り入れながら速度を高め、ピウ・プレストでは第1楽章の冒頭主題が再現され、この主題によるクライマックスが築かれて結ばれる。

## 楽器編成
- 独奏:ピアノ
- 木管楽器:フルート2、ピッコロ1、オーボエ2、クラリネット2（B-flat）、ファゴット2
- 金管楽器:ホルン2（in F）、トランペット2（in F）、トロンボーン3（テナー2、バス1）
- 打楽器:ティンパニ1対、トライアングル、シンバル
- 弦楽器:ヴァイオリン（2パート）、ヴィオラ（1パート）、チェロ（1パート）、コントラバス（1パート）

## 参考資料
- 『最新名曲解説全集9 協奏曲2』音楽之友社、1980年
- 木村重雄『OGT-39 リスト ピアノ協奏曲第1番 変ホ長調』音楽之友社、2011年
- 福田弥『作曲家・人と作品:フランツ・リスト』音楽之友社、2005年